# Roy Smith
Roy Smith (sinh ngày 19 tháng 4 năm 1990) là một cầu thủ bóng đá người Costa Rica.

## Đội tuyển bóng đá quốc gia Costa Rica
Roy Smith thi đấu cho đội tuyển bóng đá quốc gia Costa Rica từ năm 2010.

## Thống kê sự nghiệp
| Đội tuyển bóng đá Costa Rica | Đội tuyển bóng đá Costa Rica | Đội tuyển bóng đá Costa Rica |
| Năm                          | Trận                         | Bàn                          |
| ---------------------------- | ---------------------------- | ---------------------------- |
| 2010                         | 2                            | 0                            |
| Tổng cộng                    | 2                            | 0                            |